# Algolia
Algolia est une jeune pousse disruptive (startup) née en France et qui s'est développée aux États-Unis. Elle propose un produit de recherche sur le web via un modèle SaaS (logiciel en tant que service),.

## Entreprise
Algolia a été fondée en 2012 par Nicolas Dessaigne et Julien Lemoine, originaires de Paris. À l'origine, c'est une entreprise axée sur la recherche hors ligne pour les téléphones mobiles. Plus tard, elle est sélectionnée pour être incubée chez Y Combinator lors de l'édition Hiver 2014.
En 2017, Algolia réalise un chiffre d'affaires de 20 millions de dollars et une croissance de 100 % pour atteindre 40 millions de dollars en 2018. Elle dépasse les 6 000 clients et a plus de 300 employés.
Outre ses deux centres de données en France et aux États-Unis, Algolia ouvre en 2014 un troisième centre à Singapour. En 2019, elle se targue d'être présente sur 70 centres de données dans 16 régions du monde, par le biais desquels elle dessert plus de 7 500 clients et traite 60 milliards de requêtes d'utilisateurs par mois. En mai 2015, Algolia récolte 18,3 millions de dollars lors d'un premier tour de table (augmentation de capital) dirigé par Accel Partners et 53 millions de dollars lors d'un second de tour de table en 2017 (nouvelle augmentation de capital), également dirigé par Accel Partners. Entre juin 2016 et septembre 2019, l'utilisation d'Algolia par les petits sites web est passée de 632 à 5 168 dans les "premiers million de sites web" et 197 dans les "10.000 meilleurs sites web" selon une évaluation de BuiltWith.
Fin 2019, 220 des 350 employés étaient situés en France, notamment les 130 personnes dédiées à la R&D.
En mai 2020, Nicolas Dessaigne cède son poste de CEO à Bernadette Nixon, ancienne CEO d'Alfresco. Il reste néanmoins membre du conseil d'administration.
En juillet 2021, Algolia devient une licorne après un levée de fonds en série D de 150 millions de dollars.

## Produits et technologie
Le modèle d'Algolia est de fournir la « recherche en tant que service » (search as a service), offrant au client une recherche sur le web à l'aide d'un moteur de recherche hébergé en externe,. Bien que la recherche sur site soit disponible depuis longtemps auprès de fournisseurs de recherche web classique tels Google, cela se fait généralement comme un sous-ensemble de la recherche web générale. Le moteur de recherche explore ou indexe le web de manière générale, y compris le site client, puis propose des fonctionnalités de recherche limitées au site cible uniquement. Il s'agit d'une tâche vaste et complexe, accessible uniquement aux grandes organisations, à l'échelle de Google ou de Microsoft.
Algolia, par contre, indexe uniquement les sites de ses clients, ce qui rend la recherche beaucoup plus simple. Les données pour le site client sont poussées du client vers Algolia via une API RESTful JSON et la zone de recherche est simplement ajoutée aux pages web du client. Ce modèle de recherche est destiné à offrir les performances et la sophistication d'un moteur de recherche interne complet fonctionnant sur la base de données principale du site web natif, mais avec la simplicité de configuration et d'utilisation d'une recherche Google limitée au site.

### Produits
Algolia revendique les avantages de son approche, notamment la rapidité de réponse à la recherche sur un seul site plutôt que sur l'ensemble du web. De plus, comme la recherche avec Algolia peut être adaptée au site client, à sa structure connue et à ses Classification à facettes, la recherche proposée peut être plus « intelligente » et plus spécifique au site qu'une recherche textuelle web générale. Cela améliore la pertinence des résultats de recherche car la recherche peut prendre en compte la sémantique du contenu du site. Par exemple, un site web vendant à la fois des jeunes chiots (puppies - small dog en anglais) et des dog clutches (embrayage à griffes) pourrait éviter les confusions de recherche et les problèmes d'homonymie qui grèvent les approches de recherche textuelle simples.
Algolia met l'accent sur sa capacité à fournir des fonctionnalités instantanées, multiplateformes et tolérantes aux fautes de frappe.
Le logiciel d'Algolia n'est pas à code source ouvert (open source). Il contribue cependant dans une certaine mesure à la communauté open source. Algolia Place et Algolia Document en sont deux exemples,.

### API
Algolia fournit son service de recherche via diverses API. L'API Rest fournit des fonctionnalités de recherche de base, d'analyse et de surveillance. Il existe 10 langues et plateformes prises en charge pour l'utilisation par le client. Les langages pris en charge incluent Python, Ruby, PHP, JavaScript, Java, Go, C #, Scala. Deux plateformes mobiles — iOS et Android — sont prises en charge. Algolia peut également être intégré à quatre cadres web : Ruby on Rails, Symfony, Django et Laravel. Pour l'interface utilisateur, Algolia propose quelques options de bibliothèques d'interface utilisateur.
Outre ces produits, Algolia dispose également d′une intégration à divers logiciels open source tiers, dont Drupal, WordPress et Magento.

### Infrastructure
Algolia documente une tentative de suppression de tous les points de défaillance uniques de son architecture et propose une infrastructure mondiale appelée Réseau de recherche (Distributed Search Network) distribuée pour répondre efficacement à une requête de recherche à partir de n'importe quel emplacement.
La fonction DSN permet de définir les emplacements du réseau Algolia où les données doivent être dupliquées. L'API et les requêtes sont acheminées depuis le navigateur ou l'application mobile de l'utilisateur final vers l'emplacement le plus proche du réseau. Cette configuration a permis de réduire la latence de traitement pour les utilisateurs finaux et d'améliorer la disponibilité de leurs recherches.